# Beregsurány
Beregsurány község Szabolcs-Szatmár-Bereg vármegyében, a Vásárosnaményi járásban.

## Fekvése
A vármegye keleti szélén, a magyar–ukrán határ mellett helyezkedik el, a Beregi-síkon, a megyeszékhely Nyíregyházától mintegy 70 kilométerre északkeletre.
A szomszédos települések a határ magyar oldalán: észak felől Beregdaróc, dél felől Tarpa, nyugat felől pedig Márokpapi. Határszéle keleten bő 6 kilométernyi hosszban egybeesik az országhatárral, a legközelebbi település abban az irányban Asztély (Астей).

### Megközelítése
Legfontosabb közúti megközelítési útvonala a 41-es főút, amely érinti a lakott területét, és a központtól keletre nemzetközi közúti átkelőhelye is van. Fehérgyarmattal és Beregdaróccal a 4127-es út köti össze.

## Története
A települést 1911-ig csak Suránynak nevezték. Az egykori Nagy és Kis jelzővel megkülönböztetett falvakból olvadt össze, ősi lakhelye volt a Surányi családnak, amely a Káta nemzetségből származó 1216 táján élt Rafael comes Gábor nevű fiától származott.
1272 körül a Bereg vármegyei Surányt a Káta nemzetségből származó Rafael fia Gábornak Tamás nevű fia - a Lázári család őse - V. István királytól kapta mint magvaszakadt birtokos faluját. 1280-tól Aladár (Mihály fia), és Gábor fia, Tamás között erőszakos birtokviszály dúlt. 1299-ben a Várdaiak birtokolták az Egyházassurány néven említett települést. Az 1345-ben birtokosként jegyzett Surányi János és fia, Tamás, Kisvárdai Jánossal a Márok és Surány közti határ iránt perlekedett. Nagy- és Kissurányt a 14. században a Nagysurányi, a Kissurányi, a Medgyes és a Barabási Csépán családok birtokolták. 1496-ban Kissurányt már praediumként, vagyis puszta telekként jegyezték fel. 1567-ben a tatárok Nagysurányt feldúlták, felégették és a lakosságot elhurcolták. 1648-ban birtokosukul említik az oklevelek Telegdi Istvánt, Perneszi Gábort, Lónyay Menyhért özvegyét, Ujfalusi Zsigmondot, Perényi Zsigmondot és Gábort, Barkóczi Gábort és Dessewffy Ádámot. 1651-ben beiktatták fiúsítás folytán Bornemissza Katalint (Kállay Ferenc, utóbb Perényi György özvegyét) és általa utódait, valamint Sályi Istvánt és nejét, Fuló Zsuzsannát. 1729-ben beiktatták Ludányi Bay Istvánt, Mihályt és Évát a surányi és más részekbe, valamint 1807-ben Bay Istvánt. 1822-ben birtokolt itt Bay Károly és József, 50 év múltán Bay Ferenc, József és Erzsébet, Bay Györgyné, báró Uray Gyula, Lónyay Gábor és Eötvös Jenő, akiknek „ízléses kastélyaik” voltak itt.
Bereg vármegye katonai leírói 1782–25 között mocsaras, magas törzsű, némi bükkel, nyírfával elegyes bozótos tölgyerdőt találtak a településnél. Az utak és rétek nagyon mocsarasak voltak, jó szénát csak a legközelebbi település, az Asztély melletti ritka erdőben lehetett gyűjteni. A falutól keletre elágazott az országút, a Munkács felé vezető, elég kemény talajú, az erdőben meglehetősen széles épp Surány előtt ment el. A falun átmenő Beregszászra vitt, a harmadik, a Váriba vezető az állapota miatt kevéssé volt forgalmas, a Tarpáról jövő országút viszont esős időben az erdőben elég rosszul volt járható.
Fényes Elek Geographiai szótárában (1851) Surányt magyar-tót faluként találjuk Bereg vármegyében, 617 lakossal, erdeje igen sok, földje termékeny volt. A 30 év múlva kiadott Bereg vármegyei monográfiában magyar helységnek írták a Tiszaháti járásban a naményi országútnál, 104 lakóházzal, 686 lakossal és 2630 holdnyi területtel. (Sík határában gyakran találtak őskorinak mondott bronzleleteket; így 1879-ben báró Uray Gyula földjén egy bögrében több mint 40 bronz karperec és egy lándzsa került napvilágra. A Mic pataknál egykor erősség, valószínűleg földvár feküdt, amelyet Várszegnek neveztek.
A 13. században Bereg vármegye alsó szélén Surány és Márok táján volt Pázmányfölde település, amely első birtokosáról, Hunt-Pázmánról kapta a nevét.)

### Nevének eredete
A Bereg előtag a hajdani Bereg vármegyéhez való tartozást jelöli (a Tiszaháti járás része volt), a Surány személynév alapja talán a szláv Šuran családnév, vagy az ótörök cur méltóságnév is lehet.

### Helytörténeti érdekességek
- Nagyszőlősi Mihály egyházi szakíró a 17. század második felében itt volt római katolikus lelkész.
- Bay György 1792-ben született a településen, 1815-ben testőr lett. Bécsi tartózkodása során ismerkedett meg Kisfaludy Károllyal és hatására verselni kezdett. 1820-ban hazaköltözött, levelezett Kazinczyval is, a költészet mellett műfordítással is foglalkozott.

## Közélete

### Polgármesterei
- 1990–1994: Oláh Dezsőné (független)[5]
- 1994–1998: Oláh Dezsőné (független)[6]
- 1998–2002: Oláh Dezsőné (független)[7]
- 2002–2006: Oláh Dezsőné (független)[8]
- 2006–2007: Oláh Dezsőné (független)[9]
- 2008–2010: Herka István (független)[10]
- 2010–2014: Herka István (Fidesz–KDNP)[11]
- 2014–2019: Herka István (Fidesz–KDNP)[12]
- 2019–2024: Herka István (Fidesz–KDNP)[13]
- 2024– : Herka István (Fidesz–KDNP)[1]

A településen 2008. január 6-án időközi polgármester-választást tartottak, az előző polgármester lemondása miatt.

## Népesség
Beregsurány népessége 2011-ben még 650 fő volt, amely 2016 elejére 983 főre emelkedett. Ennek okai közt főleg az ukrán-magyar határ túloldaláról átköltöző népesség.
A település népességének változása:
| Lakosok száma | 631  | 635  | 814  | 919  | 599  | 644  | 614  |
|               | 2013 | 2014 | 2015 | 2021 | 2022 | 2023 | 2024 |

2001-ben a település lakosságának közel 100%-a magyar nemzetiségűnek vallotta magát.
A 2011-es népszámlálás során a lakosok 90,2%-a magyarnak, 0,5% cigánynak, 0,9% ukránnak mondta magát (9,5% nem nyilatkozott; a kettős identitások miatt a végösszeg nagyobb lehet 100%-nál). A vallási megoszlás a következő volt: római katolikus 35,5%, református 36,4%, görögkatolikus 7,3%, felekezeten kívüli 2% (17,5% nem válaszolt).
2022-ben a lakosság 83,3%-a vallotta magát magyarnak, 5% ukránnak, 0,7% ruszinnak, 0,7% németnek, 0,5% románnak, 0,5% cigánynak, 0,2% bolgárnak, 1,7% egyéb, nem hazai nemzetiségűnek (16% nem nyilatkozott; a kettős identitások miatt a végösszeg nagyobb lehet 100%-nál). Vallásuk szerint 22,2% volt római katolikus, 31,6% református, 13,9% görög katolikus, 0,5% egyéb keresztény, 1,5% felekezeten kívüli (28,7% nem válaszolt).

## Nevezetességei

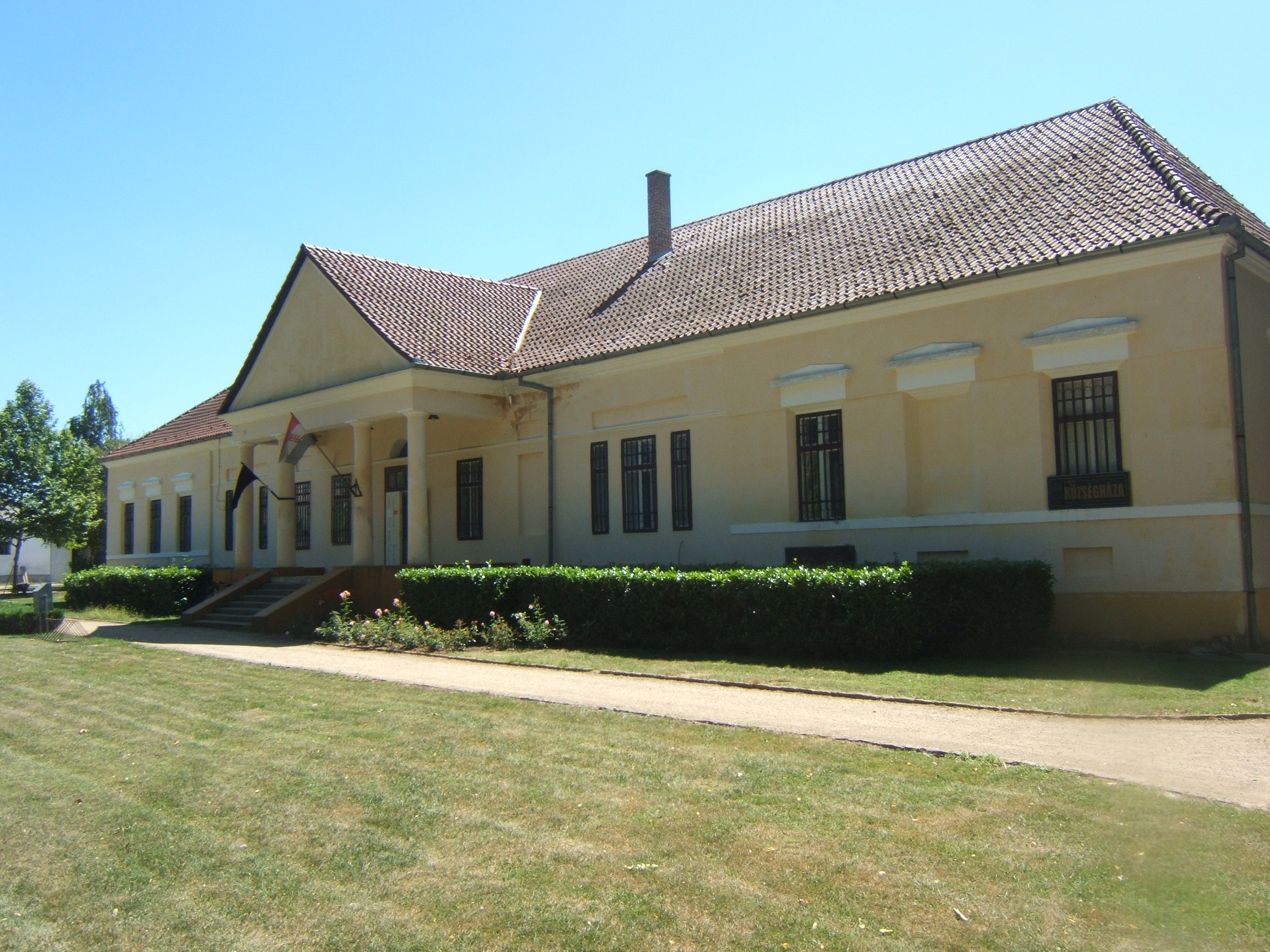
A Károlyi- vagy Uray-kastély

A Rákóczi u. 2. sz. alatt álló műemlék református templomról 1299-ből maradt fönn az első feljegyzés, akkor még valószínűleg fatemplom lehetett, hiszen a jelenlegi kőből épült a 14. század második felében. A síkmennyezetes hajó és a sokkal alacsonyabb, bordás keresztboltozatú szentély gótikus stílusú, a szentély sarkaihoz kívülről kétosztású pillérek támaszkodnak. A nyugati hajóteret fakarzat foglalja el, a csúcsos diadalív fölött az 1715-ös évszám olvasható. Az északi fal meszelése alatt középkori falképek rejtőznek. Az ülőfülke 14. századi, a berendezés, köztük a kő szószék faragott hangvetővel 18. századi, népies barokk díszítésű. A templomot 1715-ben és 1779-ben is javították, 1828-ban Bay Károly táblabíró a kegyúri székek előtt készíttette el a családi kriptát. A templom tornya és előépítménye 19. századi, a háromszintes torony legfelső szintjén négy félköríves ablak van. Az órapárkányos sisak minden oldalán zsalus ablakocskát láthatunk.
A faluba vezető út bal oldalán, az Árpád u. 115. sz. alatt kellemes látvány fogadja az arra járót. A beregi részen ritka barokk kúriák egyike a műemléki védelem alatt álló volt Bay-kastély. A manzárdtetős, magas lábazaton álló kúriát a stílusjegyei alapján a 18. század végén, illetve a 19. század elején emelhették. A Bay család építtette, amelynek a 17. század utolsó harmadában már fa udvarháza állt Surányban. Sokáig a helyi önkormányzat óvodája működött benne, 2006-ban teljes felújításon esett át, így jelenleg még üresen áll.
A Rákóczi utca 1. sz. alatt, nagy parkban látható a szintén műemlék Uray-kastély (vagy Károlyi-kastély). Az épületet a Uray család építtette a 19. század közepén klasszicista stílusban. A földszintes épület utcai és udvari homlokzatán a négyoszlopos oszlopcsarnokot háromszögű oromzat zárja le. Külsejében és belsejében is egyszerű kiképzésű, romantikus részletekkel. A helyi önkormányzat tulajdona, jelenleg a polgármesteri hivatal működik benne.
A második világháborús emlékmű az Uray-kastély parkjában (amelyet Bárókertnek hívnak) látható. A községben helytörténeti magángyűjtemény is van.

## Testvértelepülések
- Asztély (Астей, Ukrajna)
- Iske (Ižkovce, Szlovákia)[19]